# جوددائم
جوددائم (به عربی: جوددائم) یک منطقهٔ مسکونی در لیبی است که در استان زاویه واقع شده‌است.